# Danse du lion
Ne doit pas être confondu avec Danse du dragon.
Pour les articles homonymes, voir La Danse du lion (film, 1936) et La Danse du lion (film, 1980).
La danse du lion (chinois simplifié : 舞狮 ; chinois traditionnel : 舞獅 ; pinyin : wǔshī, parfois appelée danse de la licorne ou danse du qilin au Viêt Nam) est une danse traditionnelle de la culture chinoise et d'autres pays asiatiques où des danseurs, revêtus d'un costume de lion, imitent les mouvements de l'animal. Elle est exécutée le plus souvent pour le Nouvel An chinois et pour d'autres festivités religieuses ou culturelles chinoises, mais aussi à des ouvertures de foires commerciales, pour des mariages, ou tout simplement pour honorer des invités importants : cette danse est censée apporter la chance.
Elle est parfois confondue avec la danse du dragon, malgré deux différences importantes : le nombre des danseurs (deux pour chaque lion, alors qu'un seul dragon en demande au moins une douzaine) et le fait que les danseurs sont visibles dans la danse du dragon, figurine qu'ils tiennent et manipulent au bout de longues perches. Les mouvements de base de la danse du lion, contrairement à ceux de la danse du dragon, se retrouvent par ailleurs dans la plupart des arts martiaux chinois.
L'origine de la danse du lion est incertaine, mais n'est probablement pas chinoise, l'animal y étant inconnu avant la dynastie Han. Outre les deux formes principales de la danse, au nord et au sud de la Chine (cette dernière largement répandue dans le monde entier par la diaspora chinoise), on trouve également des versions japonaises, coréennes, tibétaines et vietnamiennes. Une autre forme de la danse du lion existe dans la culture indonésienne, mais elle provient d'une tradition différente et est plutôt décrite sous le nom de Singa Barong.

## Historique

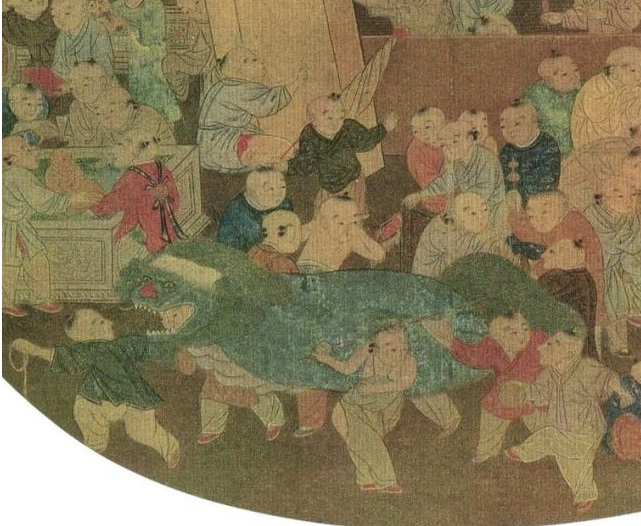
Détail du tableau de Su Hanchen (苏汉臣) intitulé Cent enfants jouant au printemps (百子嬉春图页), montrant des enfants exécutant la danse du lion (dynastie Song).

Il existe une tradition chinoise, remontant à l'Antiquité, de danseurs portant des masques d'animaux ou de créatures mythiques ; dans des textes tel que le Classique des documents, des descriptions de danses de bêtes sauvages et de phénix pourraient ainsi être des danses masquées,. Dans des ouvrages de la dynastie Qin sont décrits des danseurs exécutant des rituels d'exorcisme et portant des masques d'ours ; des textes de la dynastie Han mentionnent des « mimes » (象人) imitant des poissons, des dragons, et des phénix,. Cependant, le lion n'est pas présent en Chine avant la dynastie Han, et l'on suppose donc que la danse du lion viendrait de pays comme la Perse, et aurait été introduite en Chine en passant par l'Asie centrale ; d'autres auteurs envisagent une origine indienne. Selon l'ethnomusicologue Laurence Picken (en), le mot chinois pour « lion », shi (獅, écrit 師 autrefois), pourrait être dérivé du mot perse šer. Le mot shi(zi) signifiant « lion » apparait dans des textes de la dynastie Han en association étroite avec l'Asie centrale (un terme antérieur devenu obsolète était suanni (狻麑 ou 狻猊)) ; des lions furent présentés à la cour des Han par des ambassadeurs de l'Empire parthe.
Des descriptions détaillées de la danse du lion apparaissent sous la dynastie Tang ; à cette époque, les écrivains et les poètes la considèrent comme une danse étrangère. Cependant, des danses analogues ont peut-être été remarquées en Chine dès le troisième siècle de notre ère, Meng Kang (孟康), un érudit de l'époque des Trois Royaumes, décrivant des « scènes de lion » dans un commentaire du Hanshu,,. Ces premières mentions l'associent avec le bouddhisme : dans un texte de la dynastie Wei du Nord, Description des temples bouddhistes à Luoyang (洛陽伽藍記), une parade d'une statue de Bouddha du temple de Changqiu (長秋寺) est menée par un lion pour chasser les mauvais esprits,,.
Plusieurs versions de la danse existaient sous la dynastie Tang. À la cour des Tang, la danse du lion était appelée la Musique de la Grande Paix (太平樂, Taiping yue) ou la Danse des Cinq Directions (五方師子舞), où cinq grands lions de différentes couleurs, correspondant à différentes émotions, étaient chacun tenu en laisse par deux personnes, et accompagnés par 140 chanteurs. Dans une version plus tardive, les cinq lions avaient plus de trois mètres de hauteur, et chacun était accompagné de douze « écuyers » qui les agaçaient avec des plumeaux rouges,. Une autre version de la danse était exécutée par deux personnes, comme cela est décrit par le poète Bai Juyi dans Arts des Liang occidentaux (西凉伎) ; la danse est présentée par des danseurs hu (胡, dans ce contexte, des populations non Han venant d'Asie centrale) portant un costume de lion avec une tête en bois, une queue de soie et un costume en fourrure, des yeux bordés d'or, des dents recouvertes d'argent, et des oreilles mobiles, dans un spectacle ressemblant à la danse du lion actuelle, ; vers le huitième siècle, cette danse avait atteint le Japon. Durant la dynastie Song, la danse du lion était couramment exécutée durant des festivals, et connue comme danse du lion du Nord sous les Song du Sud.
Dans le sud de la Chine, une forme dite méridionale de la danse du lion apparut par la suite, vraisemblablement originaire de la province du Guangdong. Plusieurs mythes sont associés à cette danse : une version parle de la célébration de la mise en fuite d'un monstre appelé Nian, ; une autre veut que l'empereur Qianlong ait rêvé d'un animal porte-bonheur alors qu'il visitait la Chine du Sud, et ait ordonné que l'image de l'animal soit utilisée durant les fêtes. Il est cependant probable que le lion du Sud soit une adaptation du lion du Nord aux mythes locaux de Canton, peut-être sous la dynastie Ming,.

## Variantes régionales
Les deux principaux types de danse du lion en Chine sont les danses du Nord et du Sud. Il existe cependant nombre de variantes locales, et certains de ces lions sont d'aspect très différent, comme par exemple le lion vert ou Hokkien (chinois traditionnel : 青獅 ; pinyin : qīng shī), et le lion taïwanais ou Yutien (chinois traditionnel : 明狮 ; pinyin : mīng shī), populaire dans la province du Fujian et à Taïwan,. D'autres minorités ethniques de Chine ont souvent aussi leurs propres danses du lion ; c'est par exemple le cas de celui de la minorité musulmane du xian de Shenqiu dans le Henan, ainsi que dans le comté de Yongdeng, à Lanzhou, dans le xian de Yongning et à Wuzhong, appelé le lion Wen, ; le lion Hakka — populaire auprès du peuple Hakka —  est très similaire aux lions de Hokkien et de Taiwan, et même au lion Wen, mais le lion Hakka peut parfois avoir une corne sur la tête et est également associé au Diting, une sorte de créature mythique, et à  Kshitigarbha, monture montée pour le bodhisattva, il est également associé au Denglong, une autre sorte de créature mythique, appelée parfois Avalokiteśvara. On trouve aussi des danses masquées représentant des créatures mythiques apparentées, comme le longma, le qilin, le luduan, le xiezhi, et le pixiu. La danse du qilin — qui a donné naissance à l'appellation « danse de la licorne » — et la danse pixiu — qui a donné naissance à l'appellation « danse de la chimère » — sont le plus souvent exécutée par les Hakkas, originellement venus du sud de la Chine centrale, mais désormais installés dans le sud de la Chine et en Asie du Sud-Est,.
On rencontre d'autres formes de la danse du lion dans la plupart des pays d'Extrême-Orient, comme le Japon, la Corée ou le Viêt Nam, ainsi que parmi les communautés de l'Himalaya.

### Le lion de la Chine du Nord

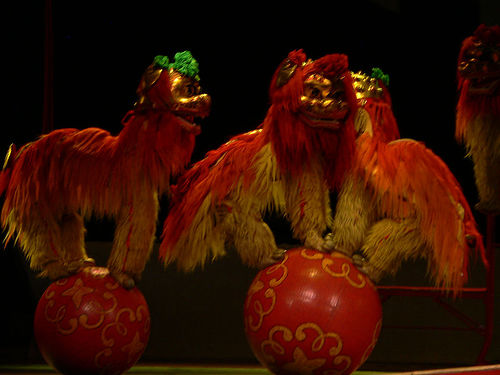
Lion du Nord dans un spectacle de variétés.

La danse du lion de la Chine du Nord (chinois simplifié : 北狮 ; pinyin : běi shī) est souvent exécutée par un couple de lions (un mâle et une femelle). La tête est en bois doré, avec une crinière hirsute orange et jaune, ornée d'une rosette rouge pour le mâle et verte pour la femelle. Cependant, des variantes locales existent.
Le lion du Nord ressemble à un pékinois ou à un lion gardien, et ses mouvements sont réalistes. Il se livre souvent à des acrobaties, se tenant en équilibre sur une plateforme ou sur une grosse boule. Ils se présentent souvent en famille, avec un couple d'adultes et deux lionceaux ; deux danseurs occupent le corps de chaque lion adulte ; la famille est souvent précédée d'un « guerrier » tenant un objet sphérique et guidant les lions.
La danse du Nord est en général moins solennelle que celle du Sud. On rencontre souvent des variations acrobatiques de la danse, par exemple la danse de la Tour céleste (chinois simplifié : 天塔狮舞 ; pinyin : tiān tǎ shī wǔ), du xian de Xiangfen dans le Shanxi, dans laquelle plusieurs lions escaladent une haute tour formée de tabourets en bois ; on connait aussi des acrobaties de lions sur fil de fer. Parmi les régions ayant les troupes de lions les plus réputées, on trouve le xian de Ninghai dans la province du Zhejiang, le xian de Xushui dans la province du Hebei, le xian de Changhai dans la province du Liaoning, et la région de Pékin.

### Le lion de la Chine du Sud

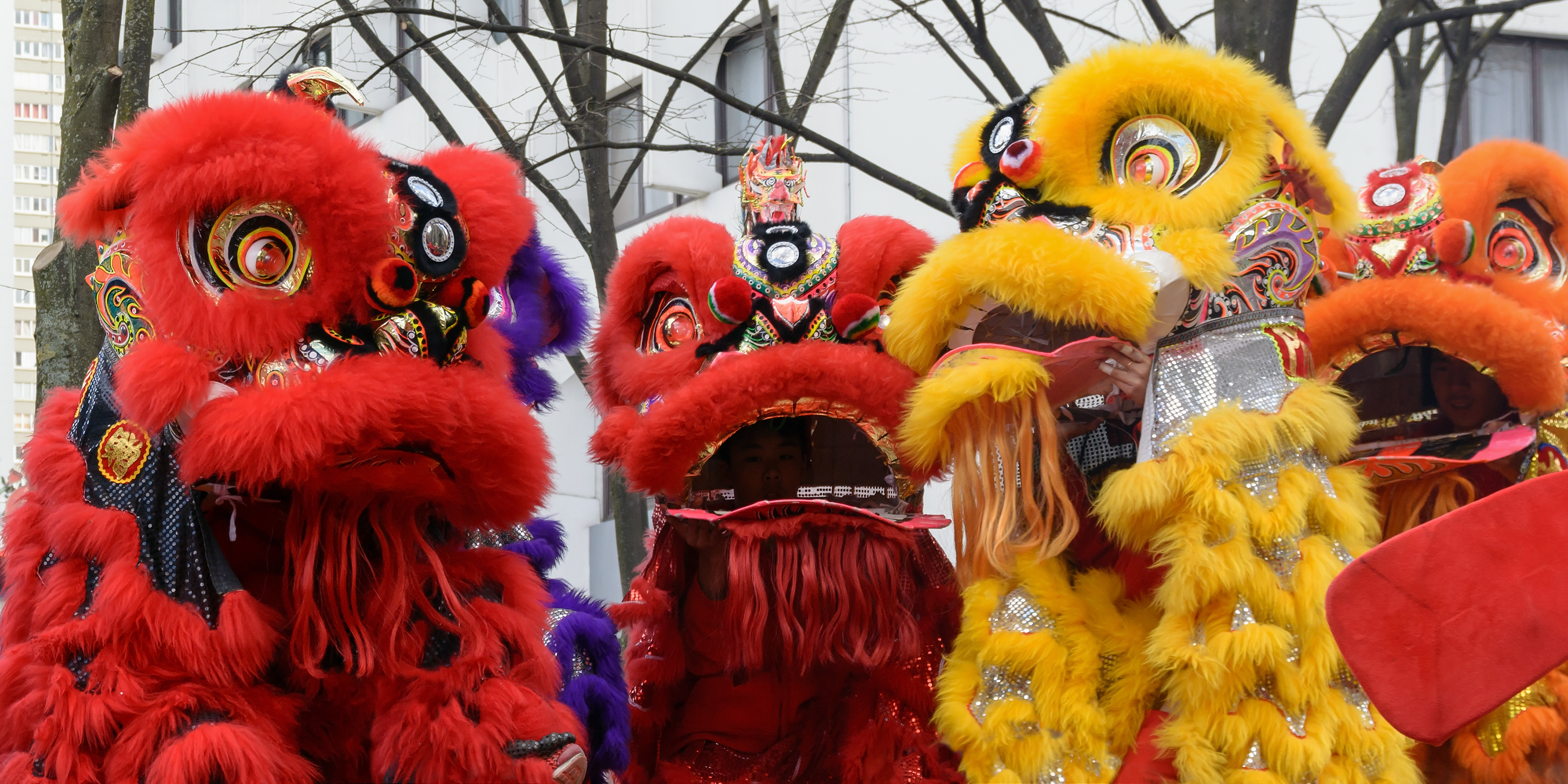
Lion du Sud pour le Nouvel An chinois 2015 à Paris.

La danse du lion de la Chine du Sud (chinois simplifié : 南狮 ; pinyin : nán shī) est originaire du Guangdong. Le lion, associé à la légende du monstre mythologique appelé Nian, est représenté avec une corne unique (d'où l'appellation de danse de la licorne, plus fréquente au Viêt Nam). La tête du lion est généralement faite en papier mâché sur un cadre de bambou ; le corps est formé de couches de tissu solide bordé de fourrure. Récemment, on s'est mis à fabriquer des lions avec des matériaux modernes plus légers, comme de l'aluminium, et rendus plus brillants par des revêtements métalliques, mais qui sont moins durables que la laque traditionnelle. Les costumes des danseurs sont assortis au lion, bien que certains portent des pantalons de kung-fu pour un aspect plus traditionnel.
Il y a deux styles principaux de cette danse : le Foshan (chinois simplifié : 佛山 ; pinyin : fúshān ; litt. « colline des bouddhas »), et le Heshan (chinois simplifié : 鹤山 ; pinyin : hèshān ; litt. « colline de la grue »), tous deux nommés d'après leur lieu d'origine. D'autres styles mineurs sont le Fut-Hok (un hybride du Foshan et du Heshan créé à Singapour par Kong Chow Wui Koon vers 1960), et le Jow Ga (en) (exécuté par des pratiquants du style de kung-fu de la famille Jow). Ces différents types se distinguent en particulier par le dessin de la tête du lion.

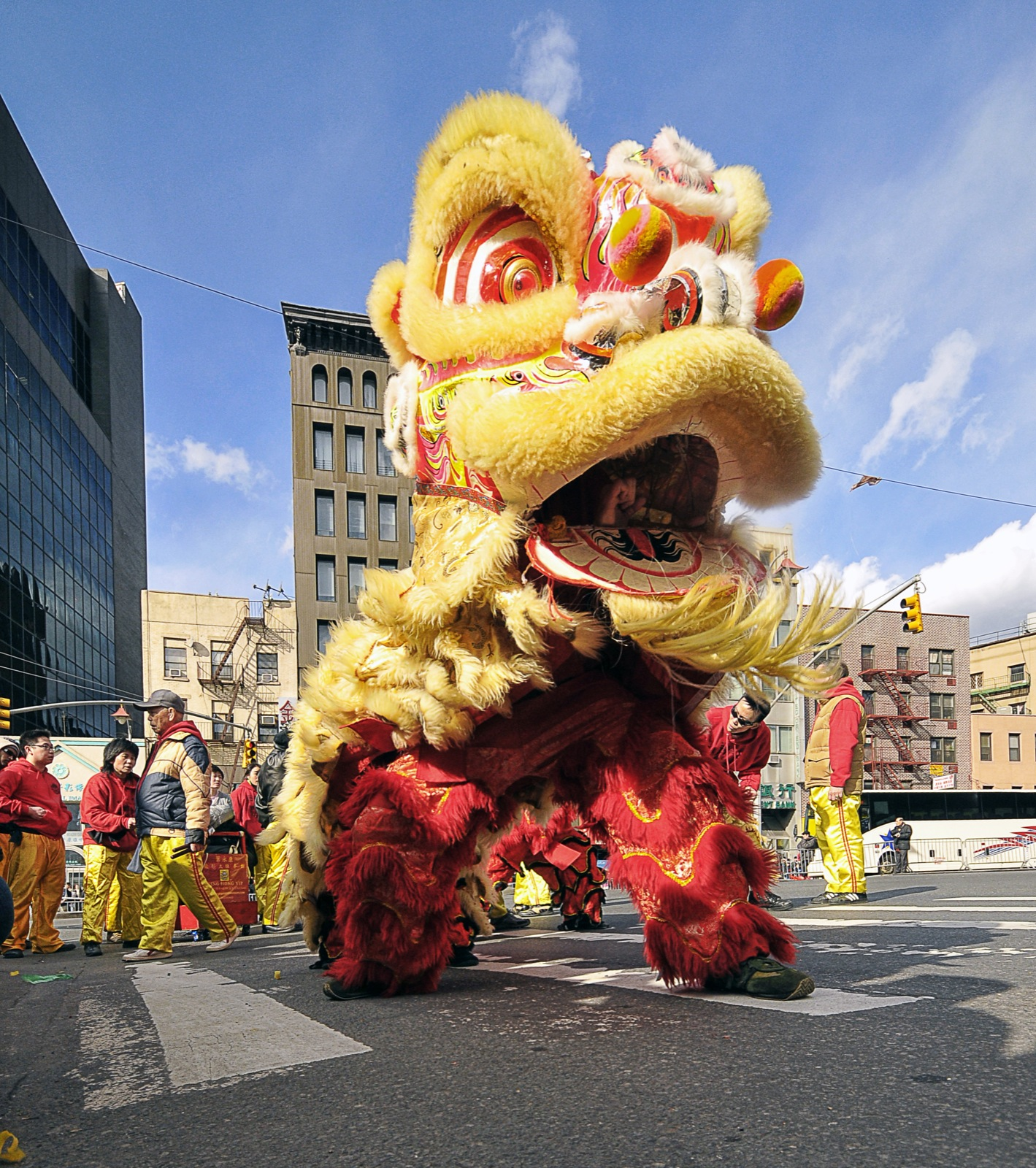
Une performance de la danse du lion méridionale à Chinatown (Manhattan).

Le Foshan est le style qu'adoptent la plupart des écoles de kung-fu. Il demande des mouvements puissants et de la force pour tenir les postures. Le lion devient un emblème de l'école de kung-fu, et seules les élèves les plus avancés sont autorisés à participer à la danse. Le lion Foshan traditionnel a des soies dures au lieu de fourrure, et est plus lourd que les modèles populaires modernes ; il a aussi une queue très longue à laquelle sont souvent attachées des clochettes, des yeux pivotant de droite et de gauche, des dents et une langue saillante. Derrière, on trouve une plaque métallique sur laquelle le nom de la troupe peut être inscrit. Enfin, il possède un large front, des lèvres ourlées, et, comme tous les lions du Sud, une corne, pointue dans ce style. Des styles régionaux de ce lion se sont développés dans le monde entier ; en général, les soies sont remplacées par de la fourrure, la queue est moins ornée (et les clochettes sont supprimées), les yeux sont fixes et la langue ne sort pas.

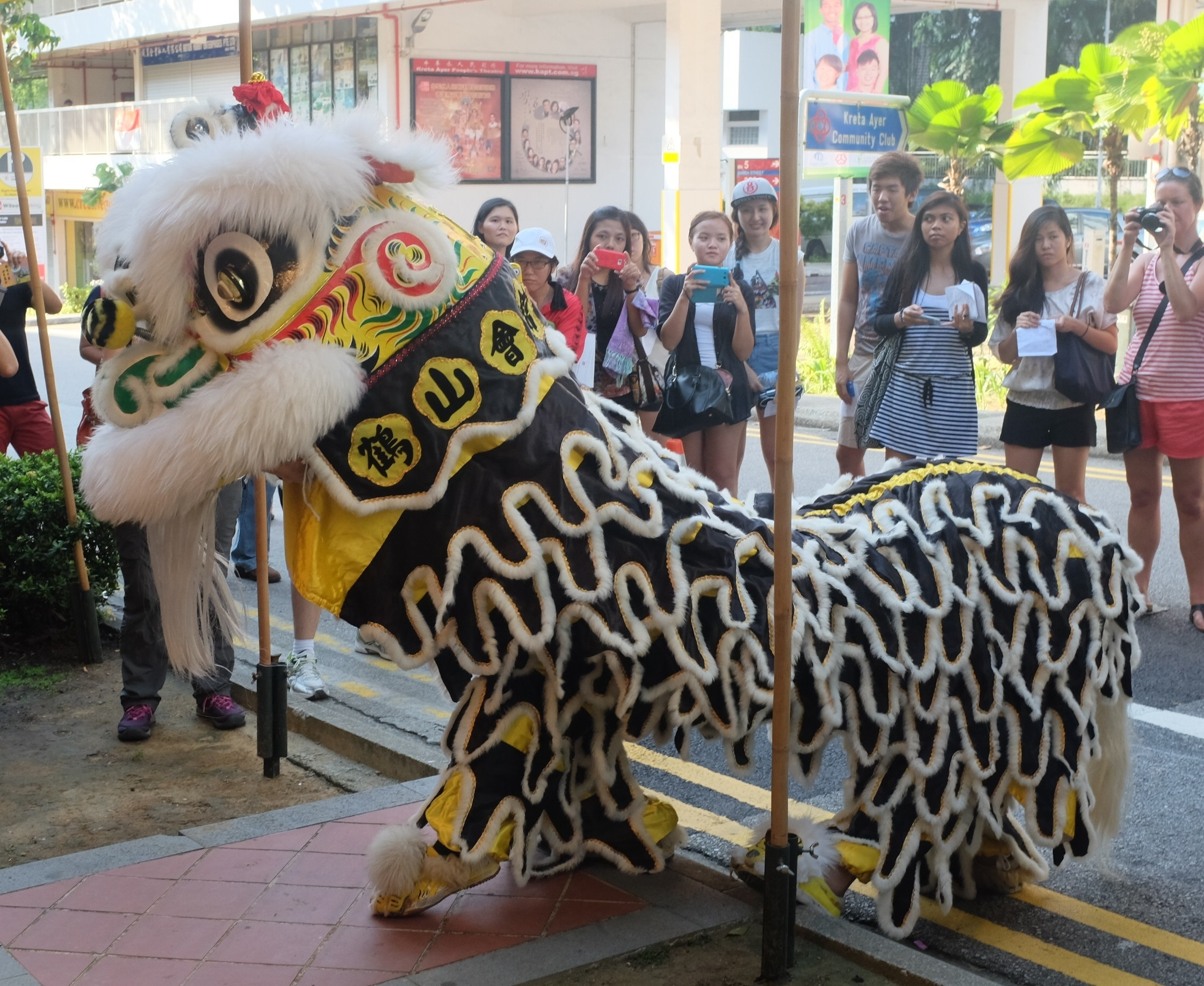
Danse du lion de l'association Hok San de Singapour.

Le lion Heshan est connu pour sa richesse expressive, sa démarche unique, son aspect impressionnant, et le style dynamique de la musique de tambours qui l'accompagne. On pense que ce style a été créé par le « roi du lion de Canton », Feng Gengzhang (chinois traditionnel : 馮庚長 ; pinyin : Féng Gēngzhǎng), au début du 20e siècle. Feng venait d'un village de la ville-district de Heshan, dans le Guangdong ; son père lui avait appris les arts martiaux et la danse du lion. Par la suite, il étudia la danse du lion de Foshan avant de revenir dans son village et d'y créer sa propre école. Il développa sa version unique de la danse du lion en imitant les mouvements des chats, inventant des figures telles que « capture de la souris », « capture de l'oiseau », ou « roulade sur le flanc » ; lui et ses disciples introduisirent aussi des changements dans la tête du lion, abaissant son front, arrondissant sa corne, et lui donnant un bec de canard avec des lèvres plates. Le corps du lion a également un aspect plus puissant, et est revêtu de couleurs éclatantes. Combinant de nouveaux pas de danse, des déplacements agiles, et un rythme unique appelé le « tambour des sept étoiles », Feng créa un nouveau style, divertissant et d'un grand appel visuel. Au début des années 1920, la danse du lion Heshan fut exécutée en public alors que Sun Yat-sen était gouverneur militaire de Guangzhou, et fit sensation. Vers 1945, les danseurs Heshan étaient souvent invités pour des festivals et des célébrations non seulement en Chine, mais dans toute l'Asie du Sud-Est. Le style Heshan devint très populaire à Singapour sous le nom de Hok San ; le lion y prenant le titre de « roi des rois des lions », et portant sur le front l'idéogramme « roi » (王). D'autres améliorations ont été apportées par l'Association Hok San de Singapour, raccourcissant la queue du lion pour le rapprocher des chats, et créant de nouveaux accompagnements de tambour.
Différentes couleurs indiquent l'âge et le caractère des lions. Le lion blanc est le plus âgé, le lion à la fourrure jaune d'or est l'enfant du milieu et le lion noir est le plus jeune ; ses mouvements doivent être vifs comme ceux d'un enfant ou d'un adolescent rebelle. De même, le lion doré représente la vivacité, le lion rouge le courage, et le lion vert l'amitié. Par ailleurs, trois figures de lions représentent les trois frères de sang du roman des Trois Royaumes ayant juré de restaurer la dynastie Han :

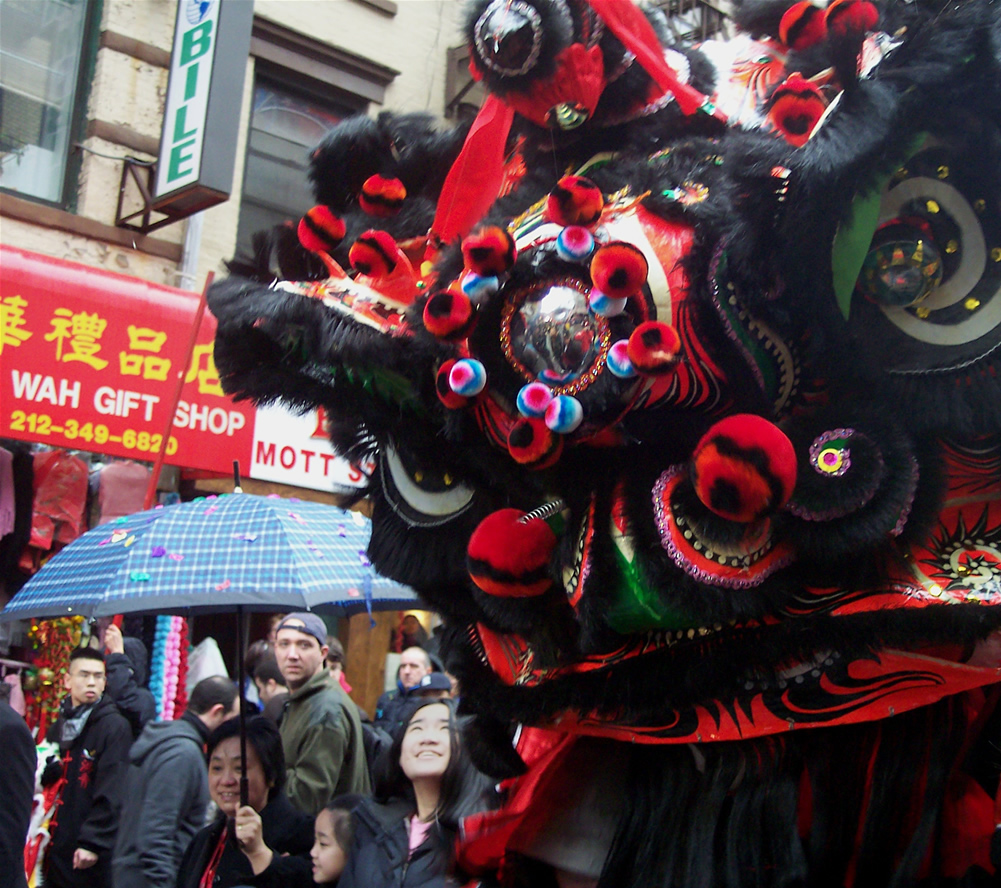
Un lion Guan Gong assurant le service d'ordre pour le Nouvel an chinois à Chinatown (Manhattan).

- Le lion Liu Bei (Lau Pei en cantonais) est l'ainé des trois frères , son visage est jaune impérial (car il devint le premier empereur du royaume de Shu) et sa barbe et sa fourrure sont blanches en signe de sagesse. Sa queue multicolore montre qu'il contrôle les cinq éléments. Son collier porte trois médailles pour rappeler qu'il est l'aîné. Ce lion est utilisé par les écoles dirigées par un maître d'art martial (Sifu), et est connu comme le Rui Shi (chinois traditionnel : 瑞獅 ; pinyin : Ruì Shī ; litt. « Lion de la Fortune »).
- Le lion Guan Gong (Kwan Kung en cantonais) a un visage rouge, des soies et une longue barbe noire (un des surnoms de Guan Gong était « le duc à la belle barbe »). Sa queue est rouge et blanche (parfois noire). En tant que cadet, son collier porte deux médailles. Ce lion, souvent utilisé, et qui représente également la force et le courage, est connu comme le Xing Shi (chinois traditionnel : 醒獅 ; pinyin : Xǐng Shī ; litt. « Lion Éveillé »).
- Le lion Zhang Fei (Cheung Fei en cantonais) a un visage noir, une courte barbe, des petites oreilles, et des soies noires ; sa queue est noire et blanche (parfois noire). En tant que benjamin, son collier ne porte qu'une médaille ; traditionnellement, son corps est recouvert de clochettes pour avertir de son approche. Ce lion est utilisé par les clubs débutants ou voulant lancer un défi ; il est connu comme le Dou Shi (chinois traditionnel : 鬥獅 ; pinyin : Dòu Shī ; litt. « Lion Combattant »), car Zhang Fei avait un caractère emporté et adorait se battre.

Trois autres lions furent ultérieurement ajoutés à ce groupe : un lion vert, appelé le Lion Héroïque, représentant Zhao Yun (souvent considéré comme le quatrième frère), un lion jaune-orange, appelé le Lion Juste, représentant Huang Zhong, et un lion blanc, le Lion Funéraire, représentant Ma Chao, qui n'apparait que pour l'enterrement d'un maître ou d'un dirigeant du groupe. Avec Guan Gong et Zhang Fei, ils constituent les « cinq généraux-tigres de Shun », et chacun correspond à une des couleurs des cinq éléments.

### Le lion du Viêt Nam

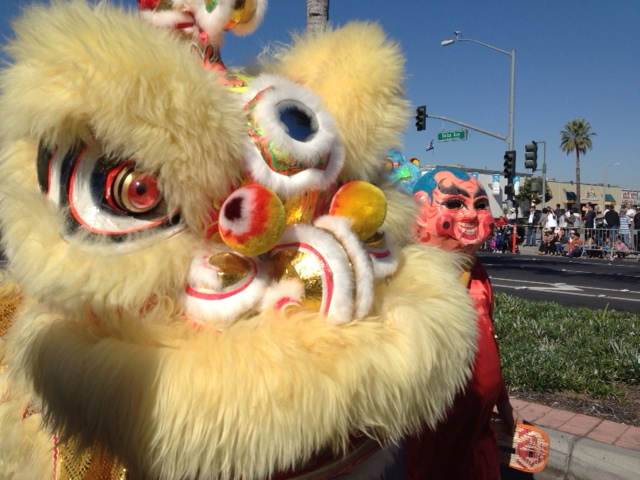
Licorne vietnamienne et Ông Địa à la parade du Têt de 2014, Little Saigon, Californie

La danse du lion est connue au Viêt Nam sous le nom de danse du qilin ou de la licorne (vietnamien : múa lân). Elle est importée de Chine, mais a acquis des caractéristiques locales : bien que la plupart des lions du Viêt Nam ressemblent à ceux de la Chine du Sud, leur performance et le détail de leur aspect en diffèrent nettement. La danse est exécutée principalement lors de fêtes traditionnelles comme celle du Têt et lors de la fête de la mi-automne (Trung thu tiết), ainsi qu'à d'autres occasions comme l'inauguration d'un nouveau magasin. La danse a pour but de chasser les mauvais esprits, et est souvent accompagnée par des pratiquants d'arts martiaux et des acrobates.

Une caractéristique de la danse de la licorne vietnamienne est d'être accompagnée par Ông Địa, l'esprit de la Terre, représenté comme un homme au grand sourire et au gros ventre tenant un éventail en feuilles, ressemblant au « Bouddha à grosse tête » (大头佛) chinois, lequel apparait parfois dans la danse du lion de la Chine du Sud. Cet esprit bienveillant est censé avoir le pouvoir d'invoquer la licorne, animal apportant la chance ; durant la danse, il lui ouvre le chemin. L'aspect comique de Ông Địa ajoute au caractère festif et joyeux de la danse[réf. souhaitée].

### Le lion japonais

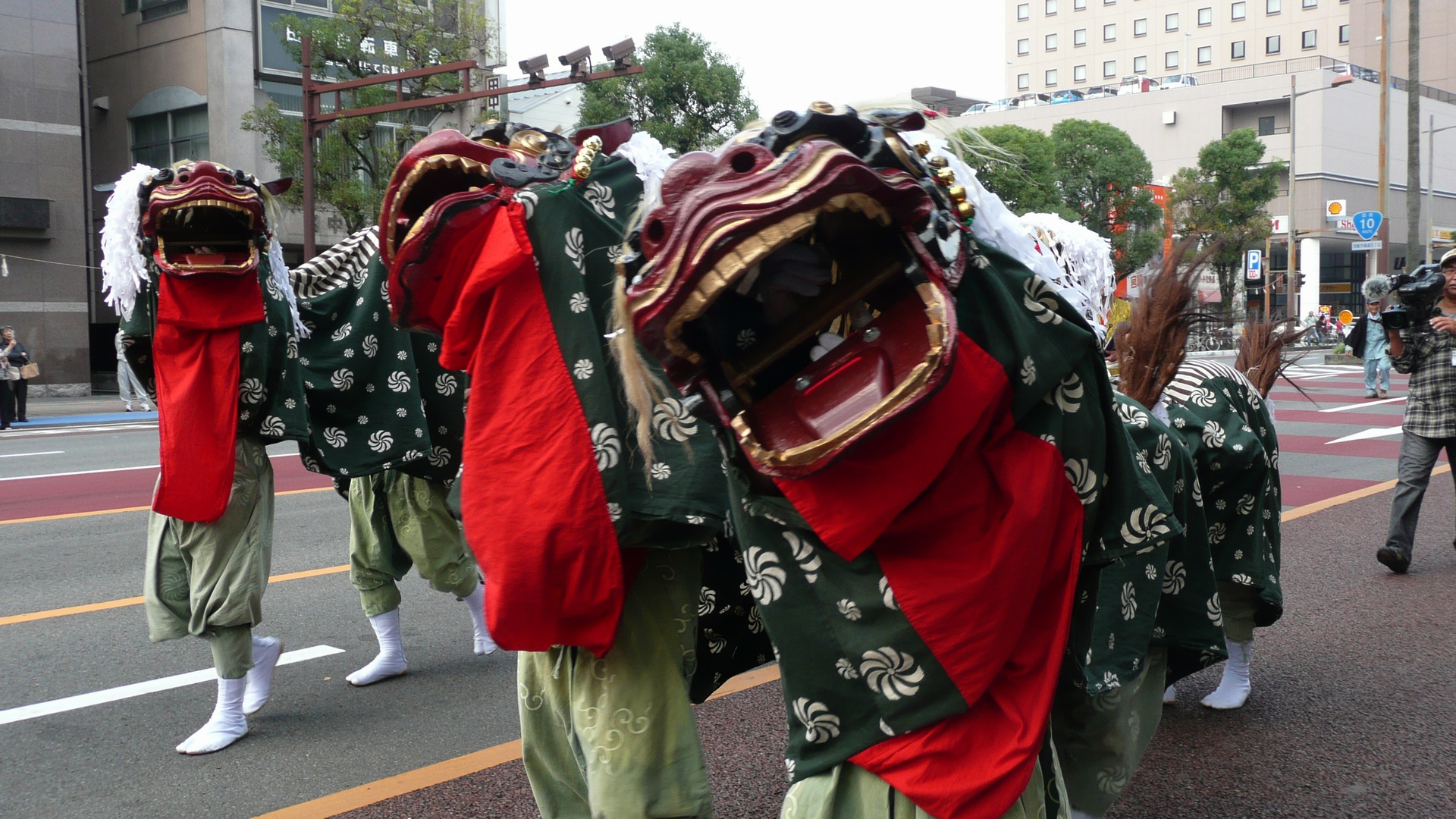
Festival du sanctuaire de Miyazaki.

Le Japon a une longue tradition de danse du lion, connue sous le nom de shishi-mai (獅子舞). On pense qu'elle a été importée de Chine sous la dynastie Tang ; elle est à présent associée à la naissance du Bouddha. Le plus vieux masque de lion conservé, fait en bois de paulownia et possédant une mâchoire articulée, est gardé au Tōdai-ji à Nara,. La danse est fréquemment exécutée pour le Nouvel An, les danseurs étant accompagnés par des flûtes et des tambours.

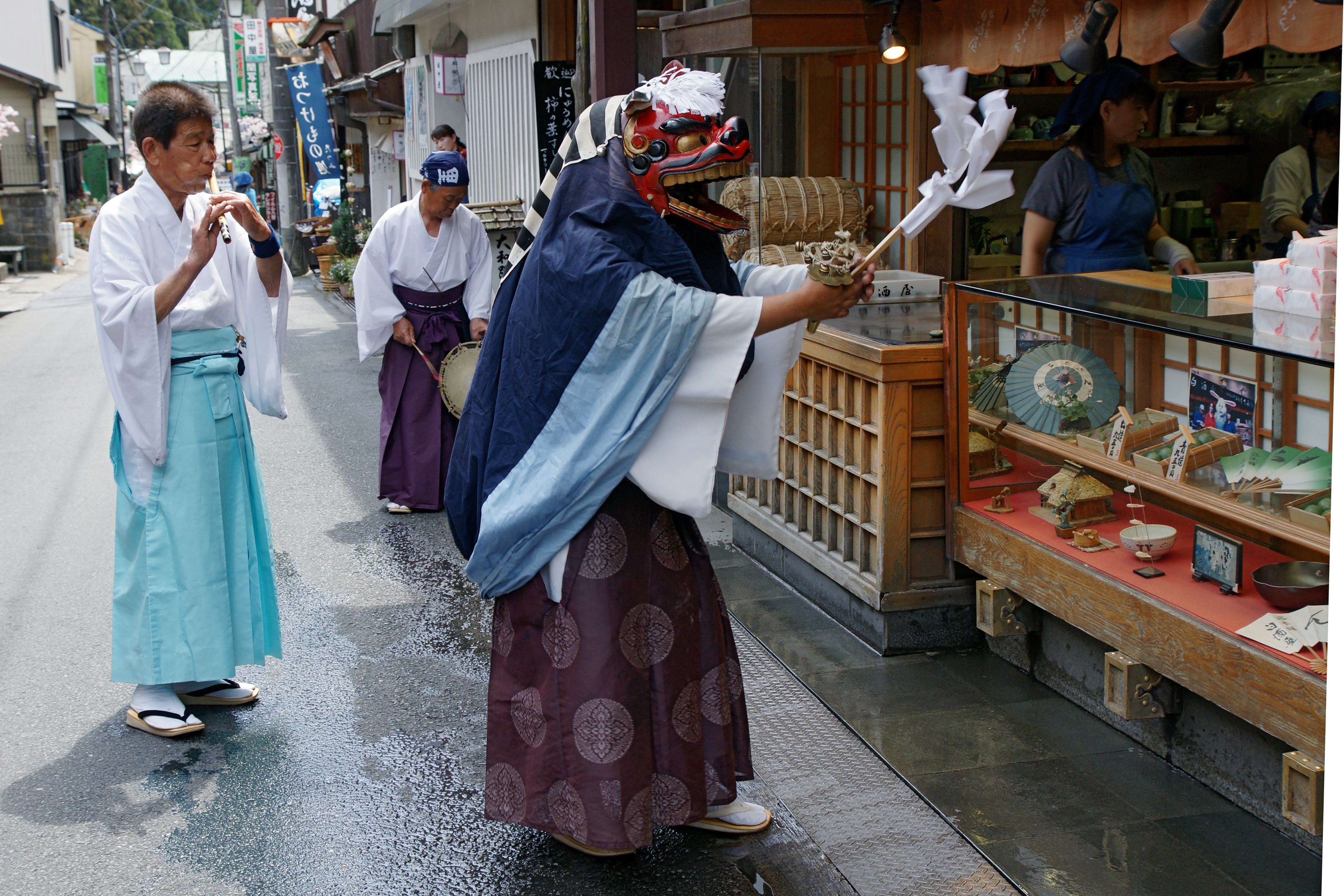
Danse du lion japonais à Sakurai : un unique danseur est accompagné par deux musiciens jouant de la flûte et du tambour.

La danse du lion a été complètement assimilée par la tradition japonaise avec un style différent de région à région : on estime qu'il en existe plusieurs milliers de variantes. La danse du lion est aussi utilisée dans des festivals shintoïstes comme une forme de kagura. Ce shishi kagura a lui-même plusieurs variantes - par exemple le daikagura, qui est principalement acrobatique, ou le yamabushi kagura, un type de performance théâtrale exécutée par des ascètes yamabushi, bangaku, et d'autres,. Diverses formes de danses shishi se trouvent aussi dans des représentations de nô, kabuki et bunraku.
Le lion japonais possède une tête en bois laqué appelée shishi-gashira (tête de lion), et un corps caractéristique de tissu vert avec des dessins blancs ; comme pour le lion chinois, la tête et le corps varient selon la région, et même selon l'école. Il peut être manipulé par une seule personne, ou parfois par plusieurs danseurs dont un contrôle la tête. La tête porte parfois des cornes, la faisant ressembler à un cerf (shika) ; plusieurs kanji se prononçant shishi peuvent en effet signifier cerf, voire ours sauvage, par exemple dans shishi-odori (鹿踊, littéralement danse du cerf). Enfin, la danse est parfois exécutée par des tigres (tora) ou des qilin (kirin).
À Okinawa, une danse similaire existe, mais le lion y est considéré comme une figure légendaire de shīsā. La tête, le corps et les mouvements de danse du shīsā sont très différents de ceux du shishi japonais ; de plus, plutôt que suivi de flûtes et de tambours, le shīsā d'Okinawa danse au son de chants populaires accompagnés du sanshin.

### Le lion coréen

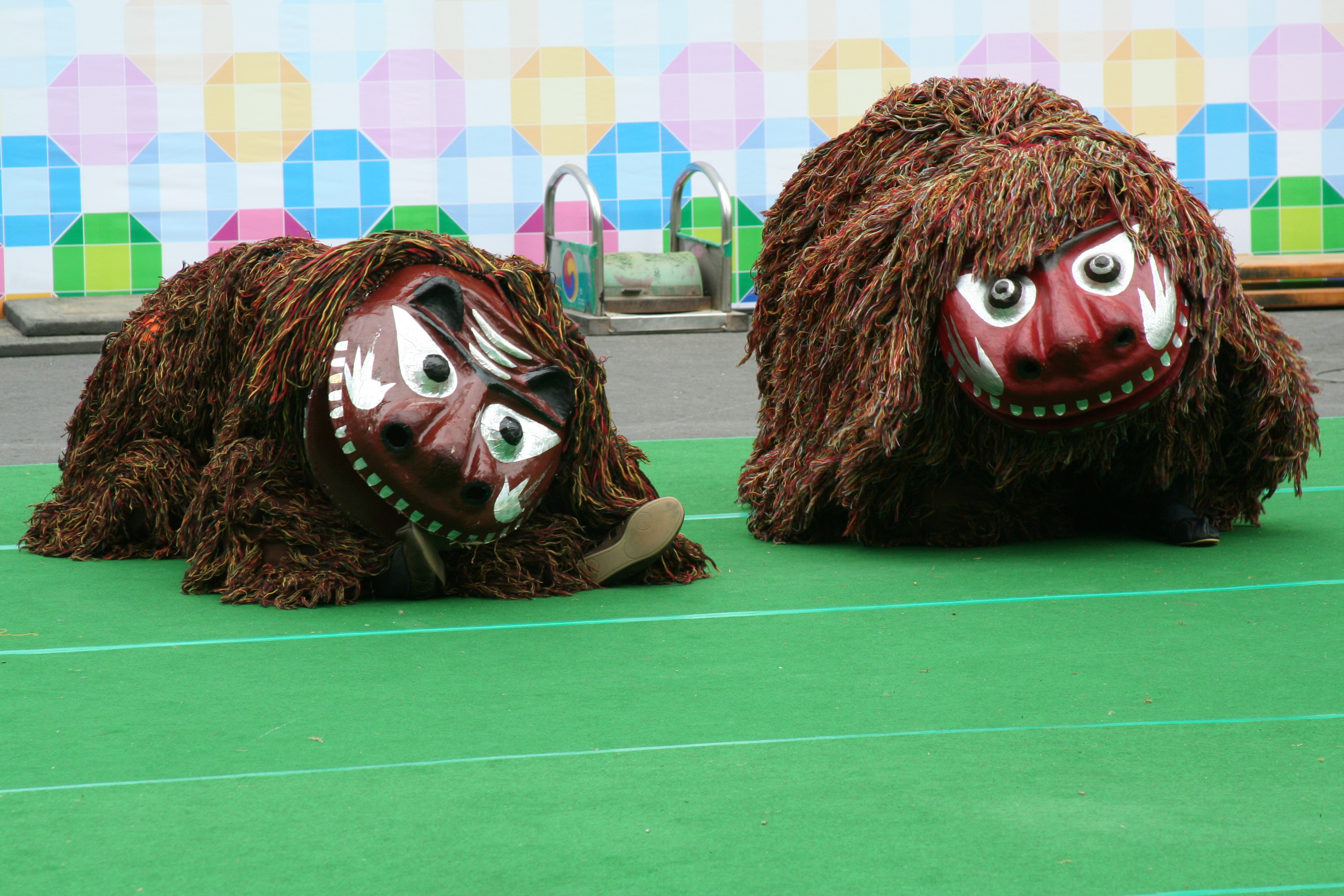
Bukcheong sajanoreum en Corée

Il y a deux traditions principales de danse du lion en Corée, le saja-noreum, qui est une représentation théâtrale d'exorcisme ; et le sajach'um, exécuté en association avec des spectacles dramatiques masqués. La plus connue de ces danses est le Bukcheong sajanoreum, c'est-à-dire le jeu de masque du lion de Bukcheong. Les danseurs revêtent cinq masques différents, dont un énorme masque de lion comique. La danse était initialement exécutée chaque nuit des deux premières semaines de la nouvelle année lunaire, les troupes masquées et costumées passant dans chaque maison des villages de la région de Bukcheong ; la danse était censée expulser les mauvais esprits et apporter la chance pour toute l'année. Il a existé également une version de cour de la danse du lion.

### Le lion tibétain

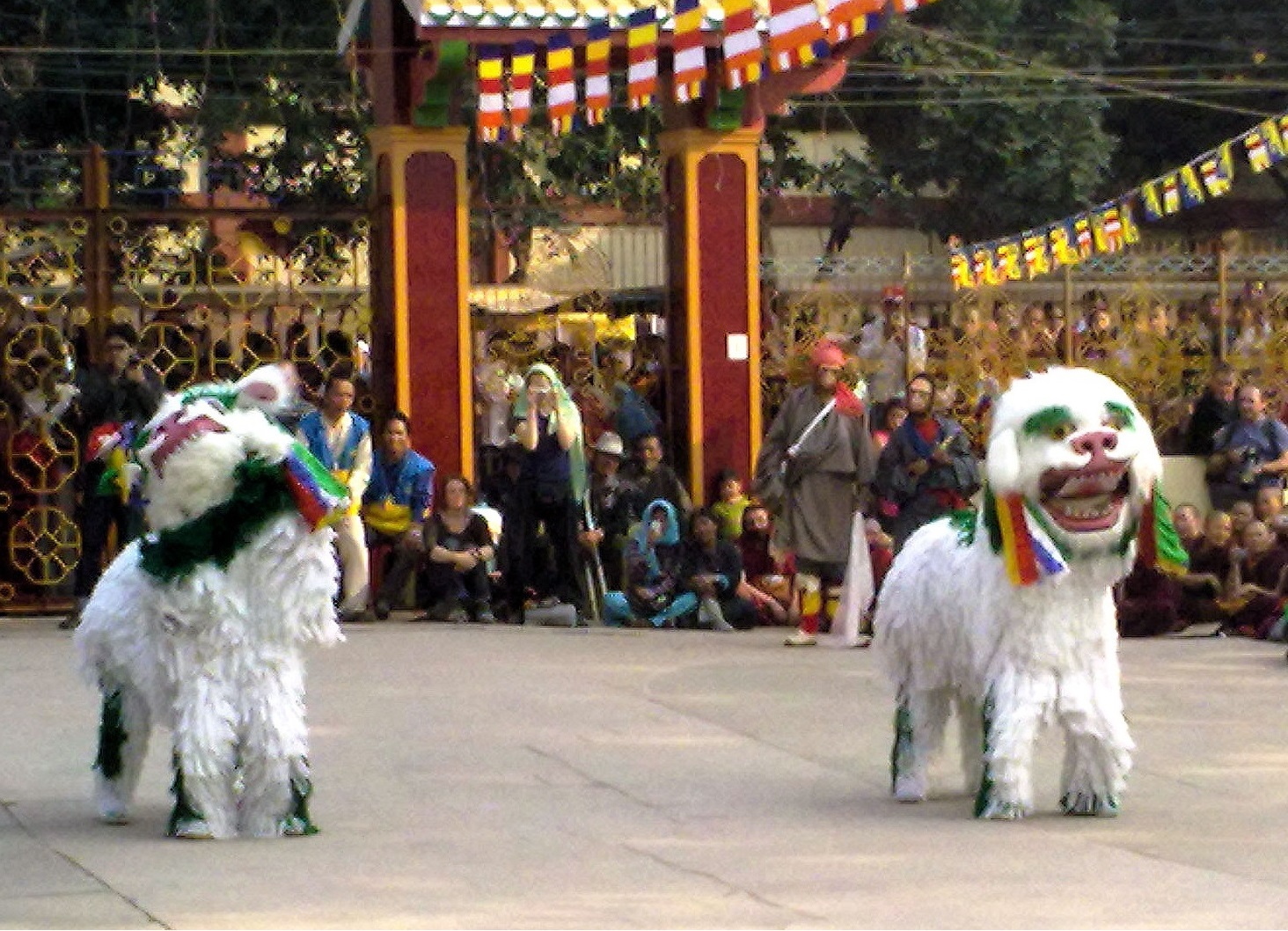
Danse du lion des neiges tibétain, Bodhgaya, Inde

Dans l'Himalaya, une danse analogue est connue sous le nom de danse du lion des neiges. On la rencontre au Tibet et dans les communautés de la diaspora tibétaine où elle est appelée Senggeh Garcham, au Népal et dans le nord-est de l'Inde (parmi les Monba de l'Arunachal Pradesh), et au Sikkim sous le nom de Singhi Chham,, ainsi que dans certaines parties de l'Uttar Pradesh et du Ladakh. Le lion des neiges a une fourrure blanche, et au Tibet sa crinière peut être verte, tandis qu'elle est parfois bleue au Sikkim.
Le lion des neiges est considéré comme un emblème du Tibet (il figure d'ailleurs sur le drapeau tibétain) et cette danse du lion est populaire dans les communautés tibétaines, exécutée lors de festivals tels que le festival de danse cham, ainsi que pour le Nouvel An. Le lion représente les glaciers et les chaînes de montagnes enneigées du Tibet ; il est signe de grande chance, et symbolise également de nombreuses vertus, comme la puissance et la force, ainsi que le courage et la joie,. La danse peut être séculière, ou rituelle et exécutée par des moines bön. La danse a une longue histoire au Tibet, mais peut aussi avoir été influencée par la danse du lion chinois à la frontière sino-tibétaine.

### Le lion indonésien

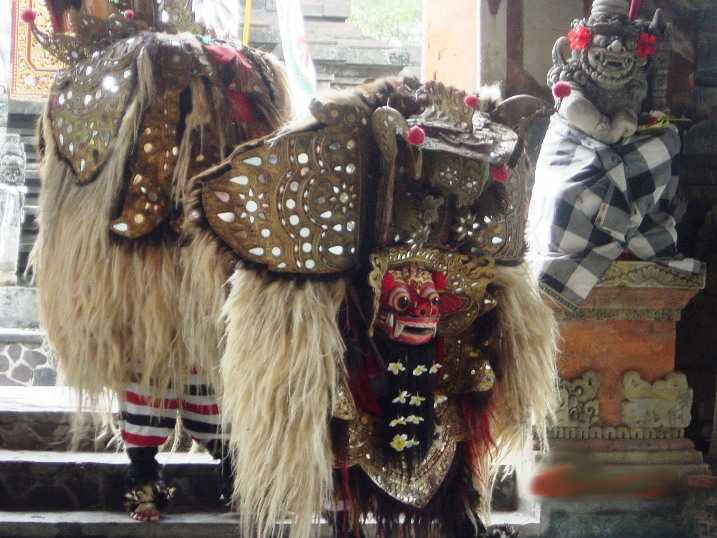
Barong de Bali

La danse du lion chinoise (barongsai en indonésien) est souvent exécutée par les Chinois d'Indonésie durant le Nouvel An chinois (officiellement, Tahun Baru Imlek). Cependant, les Indonésiens ont développé leur propre style. La danse du lion indonésienne prend différentes formes locales, et on ignore si elle a une relation quelconque avec le lion chinois. Les danses les plus connues se trouvent à Bali et à Java.
Dans la forme d'hindouisme pratiquée à Bali (en), le Barong est le roi des bons esprits, et l'ennemi de la reine des démons, Rangda. Comme le lion chinois, il demande plusieurs danseurs, contrairement au reog (en) de Ponorogo à Java.

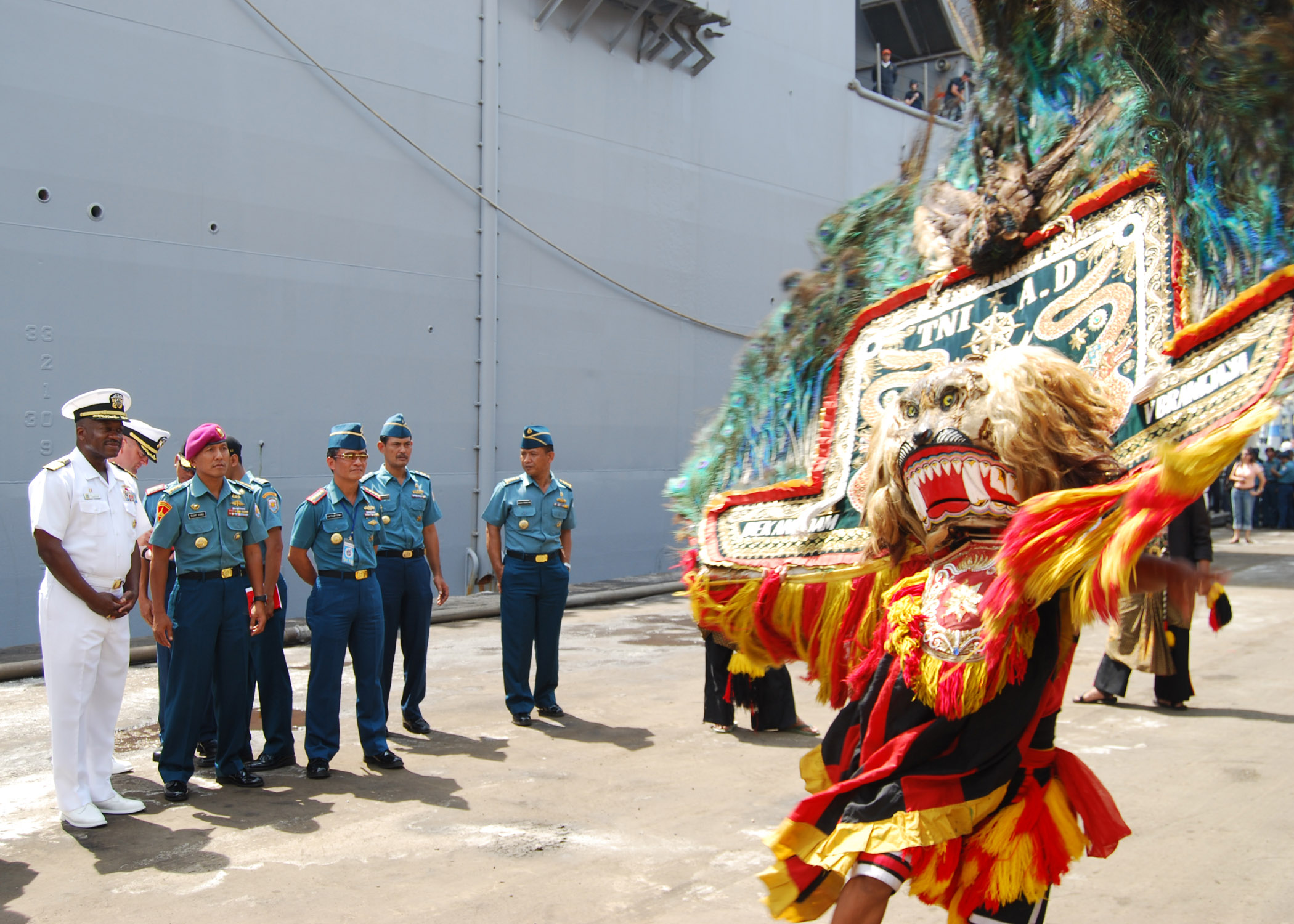
à Ponorogo

La danse reog (en) de Ponorogo utilise un masque de lion connu comme le singa barong. La danse a lieu lors d'occasions spéciales comme l'Aïd el-Fitr, l'anniversaire de la ville ou du Régent, ou le carnaval du jour de l'Indépendance. Un unique danseur, le warok, porte le lourd masque de lion entre ses dents ; celui-ci pesant entre 30 et 40 kg, il doit posséder une force exceptionnelle. De plus, le warok peut aussi porter un adolescent sur sa tête, amenant le poids total porté à près de 100 kg. Le grand masque mesure 2,5 mètres de large et est recouvert d'une vraie peau de tigre ou de léopard et de vraies plumes de paon ; il est reconnu comme le plus grand masque du monde[réf. souhaitée].

## Musiques et instruments
La danse du lion chinois est accompagnée des tambours, des cymbales, et des gongs, qui se synchronisent aux mouvements et aux actions du lion. Chaque style (Foshan, Heshan, Fut-Hok, etc.) utilise un rythme différent. Le développement d'instruments électroniques miniatures a récemment amené à une évolution de cette musique, éliminant la nécessité de musiciens et du port d'objets lourds.

## Costumes
Les costumes traditionnels utilisés sont en général fabriqués sur mesure dans des ateliers spécialisés de la Chine rurale, et doivent être importés à des coûts considérables dans la plupart des pays non asiatiques. Pour les troupes des pays occidentaux, cela n'est possible que grâce à des emprunts et des souscriptions des associations culturelles locales ; cependant, dans des pays tels que la Malaisie où existe une communauté chinoise importante, des costumes et des instruments musicaux sont parfois fabriqués sur place.

## Relation avec le wushu et le kung fu
La danse du lion est étroitement associée aux arts martiaux chinois (wushu, chinois simplifié : 武术 ; chinois traditionnel : 武術 ; pinyin : wǔshù) et les danseurs sont le plus souvent des membres d'une association locale de kung fu ; ils s'entraînent dans leur club, souvent intensivement, pour maîtriser les techniques de la danse comme celles d'une discipline de leur art martial. En général, une école ayant une troupe compétente formée de nombreux lions montre par cela même sa qualité ; dans certaines régions, la pratique de la danse du lion est systématiquement associée à celle de la danse du dragon.

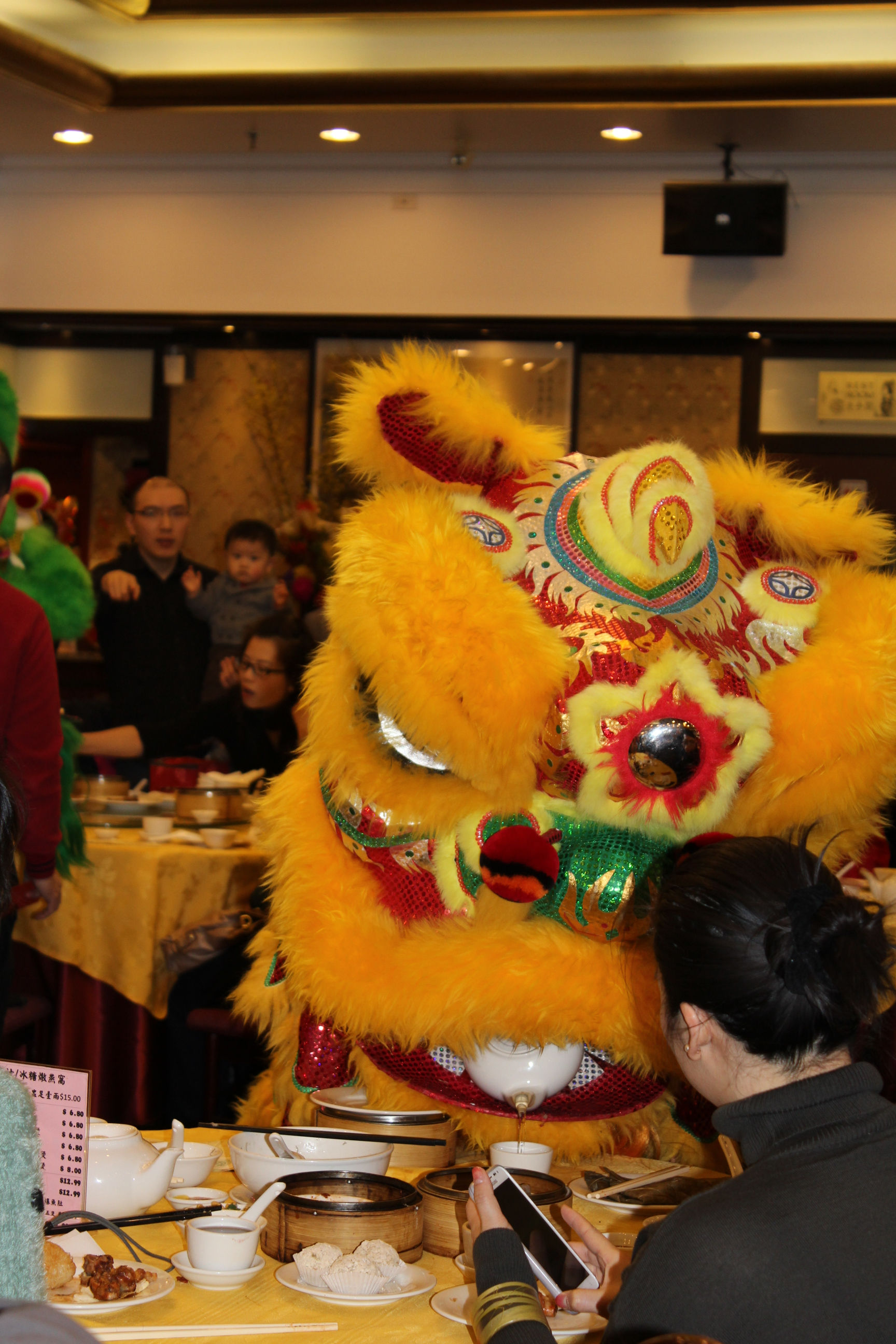
La troupe de danse du lion de Toronto servant le thé à leurs invités pour le Nouvel An chinois 2014

## Festivals et Nouvel An chinois

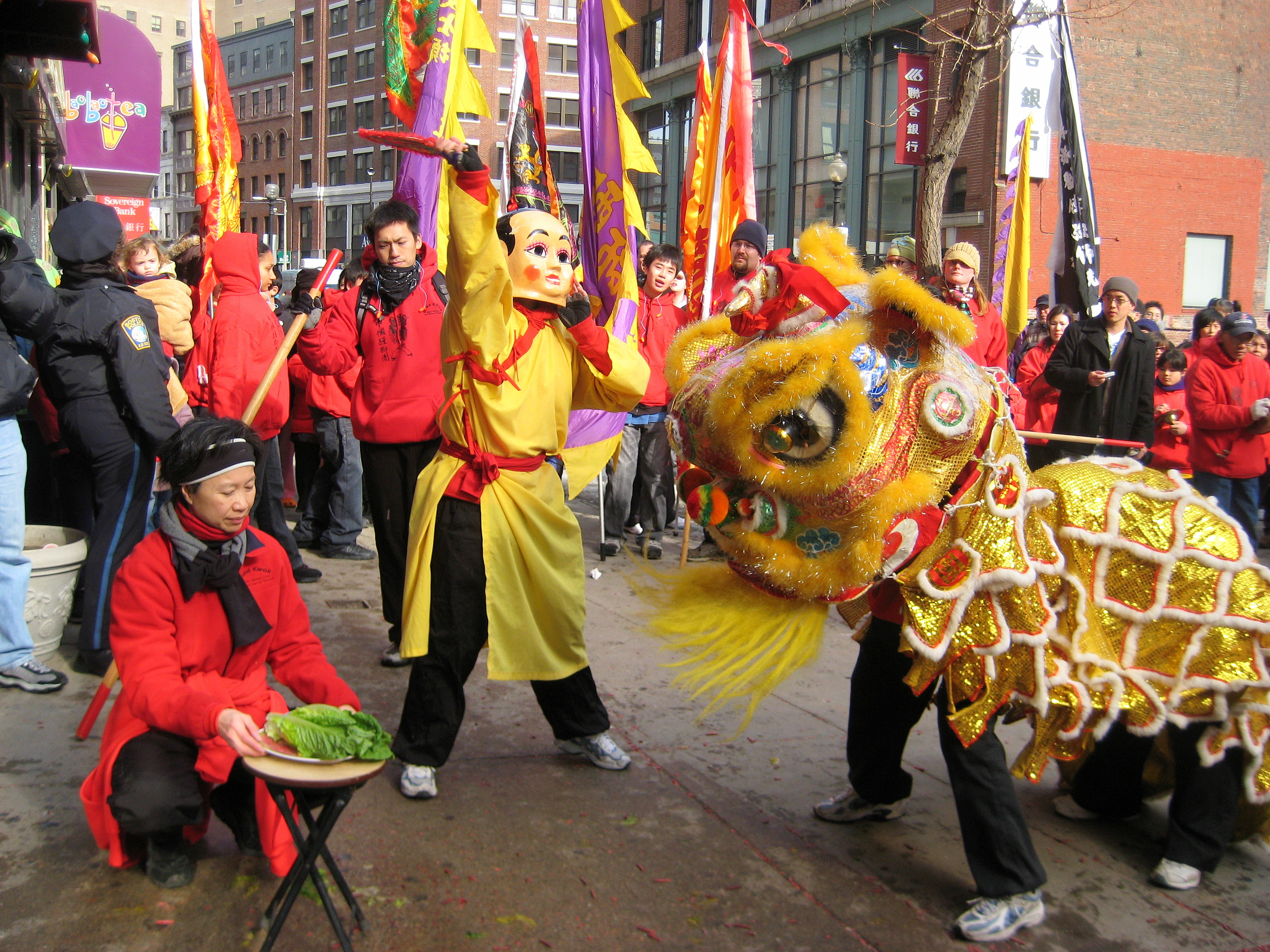
Laitue offerte à un lion et à un Bouddha à grosse tête au début de la danse du lion, au cours du festival du Nouvel An chinois dans le Chinatown de Boston.

Durant le Nouvel An chinois, des troupes de danse du lion venant d'écoles d'arts martiaux visitent souvent les maisons et les boutiques de la communauté chinoise pour la coutume traditionnelle du « cai qing » (採青, littéralement « cueillir les verts »), durant laquelle le lion attrape des légumes verts ou des salades, censés porter chance, qui sont soit accrochés à une perche, soit placés sur une table devant la porte. Les « verts » sont liés par une « enveloppe rouge » contenant de l'argent, et peuvent aussi contenir des fruits de bon augure, comme des oranges. Le lion danse et s'approche de la verdure et de l'enveloppe rouge comme un chat curieux ; il « mange le vert » et le recrache, mais garde l'enveloppe, qui est la récompense de la troupe. La danse est censée apportée chance au commerce, mais sous la dynastie Qing, d'autres significations étaient sans doute associées à ce rituel, les « verts » (qing) pouvant avoir représenté le pouvoir.
Différents types de légumes, de fruits, ou même d'ustensiles de bon augure (comme des pots en argile) peuvent être utilisés comme « verts » (青) pour être cueillis, augmentant la difficulté pour les danseurs ; les récompenses de l'« enveloppe rouge » sont calculées en conséquence. Jadis, la laitue pouvait être suspendue à 5 ou 6 mètres du sol, rendue inaccessible à un danseur portant une lourde tête de lion sauf s'il était un maître d'art martial accompli. Ces épreuves étaient ainsi devenues un spectacle public, une grande somme d'argent étant mise en jeu ; il arrivait que plusieurs lions venant d'écoles rivales approchent la même laitue, et les lions étaient alors censés se battre, non de façon chaotique, mais en respectant des mouvements stylisés de combats de lions. La réputation des écoles étant en jeu, les combats étaient violents, mais restaient civilisés. Le lion vainqueur devait ensuite utiliser des méthodes créatives pour atteindre le « vert », dansant sur des perches en bambou ou escaladant des pyramides humaines formées par ses condisciples. Ces troupes de danseurs étaient parfois accompagnées par divers autres caractères, comme le Bouddha à grosse tête (大头佛).
Pour ces exhibitions traditionnelles, lorsque la troupe entre dans un village, elle est censée aller d'abord présenter ses hommages au temple local, puis au hall des ancêtres, et enfin parcourir les rues pour apporter le bonheur à toute la population.

## Évolution et compétitions

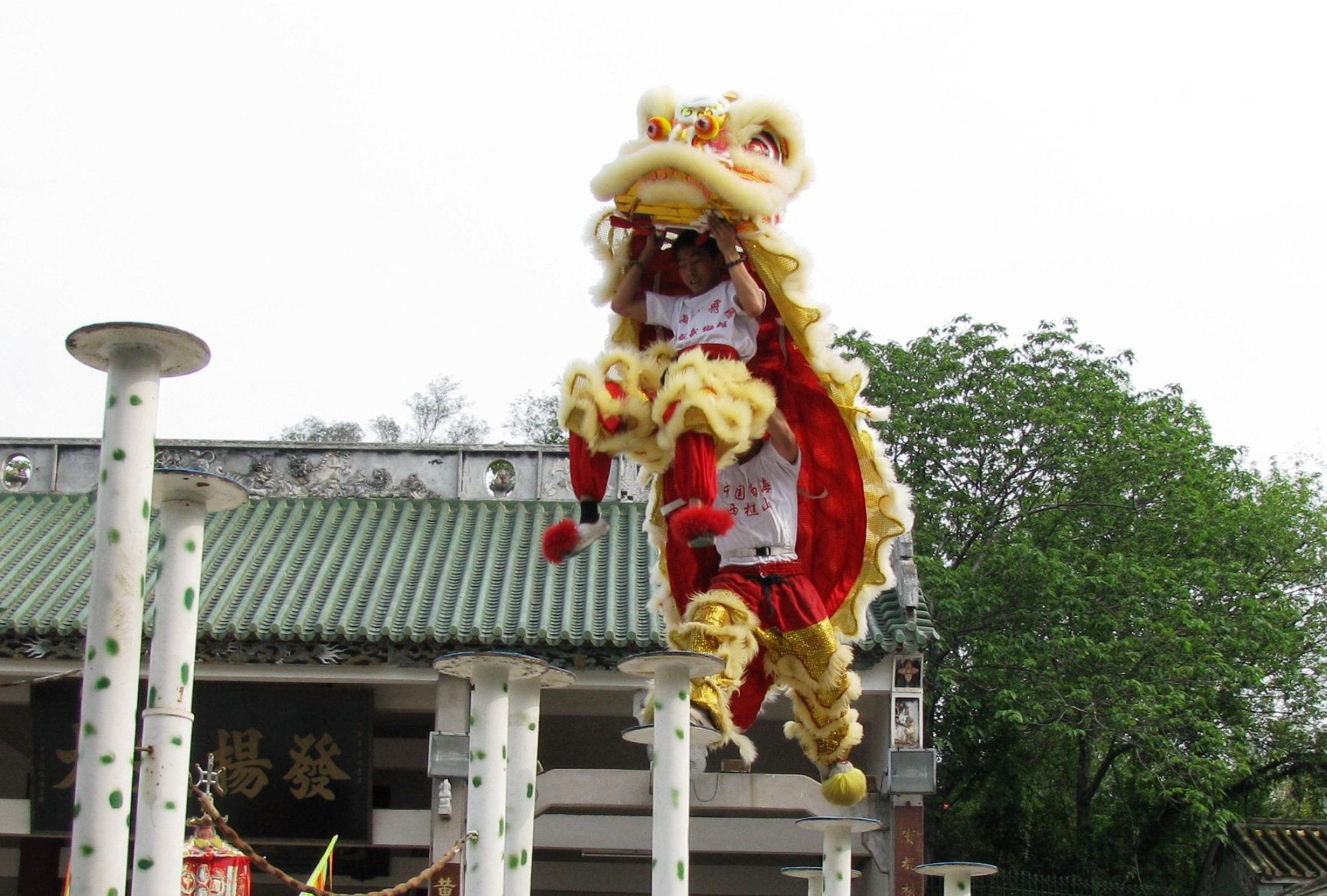
En compétition, la danse du lion peut être exécutée sur une série de petites plateformes circulaires comme celles-ci, à Foshan.

La danse du lion s'est répandue dans le monde entier en raison de la présence de la diaspora chinoise dans la 
plupart des pays d'Amérique, d'Europe, d'Asie, et même d'Afrique, et tout particulièrement en Asie du Sud-Est.
Ainsi la danse du lion asiatique pratiquée par la diaspora francilienne fait-elle l'objet d'une fiche à l'Inventaire du patrimoine culturel immatériel en France.
La danse a évolué considérablement depuis l'époque où elle faisait partie des arts martiaux chinois, et est devenue plus artistique et théâtrale, prenant en compte l'expression et les mouvements naturels du lion, et développant un style plus acrobatique, et des techniques nouvelles. Cette évolution a amené de nouvelles formes de compétition, se déroulant par exemple sur des plateformes circulaires élevées sur des perches ; sont jugés non seulement la difficulté des acrobaties, mais aussi le réalisme des mouvements du lion, et même la qualité de l'accompagnement musical.
Des compétitions internationales de danse du lion sont tenues dans de nombreux pays, par exemple en Malaisie, à Singapour, à Hong Kong et à Taiwan.

## En politique
La danse du lion est vue comme représentative de la culture chinoise dans beaucoup de communautés de la diaspora ; dans certains pays d'Asie du Sud-Est, il y a eu des tentatives de l'interdire ou de la décourager, pour affaiblir l'identité culturelle chinoise. Ainsi, en Malaisie, la danse du lion fut critiquée par un politicien dans les années 1970 comme n'étant pas de style malais ; il suggéra de la remplacer par une danse du tigre et elle fut effectivement interdite en dehors du Nouvel an chinois jusqu'en 1990 ; la danse du lion devint un élément du débat public concernant la culture nationale de la Malaisie. Durant l'ère Soeharto en Indonésie, les expressions publiques de la culture chinoise furent également interdites, et la danse du lion chinoise (barongsai) fut considérée comme « une provocation » et « un affront au nationalisme indonésien ». Cette interdiction fut levée après l'effondrement du régime de Soeharto en 1998, mais des interdictions locales occasionnelles de la danse du lion continuent à avoir lieu.

## Dans les arts
Entre 1960 et 1980, à l'époque où les films de Hong Kong décrivant les arts martiaux classiques chinois sont au sommet de leur popularité, les films de kung fu dans lesquels Jet Li incarnait Huang Feihong ont souvent montré les relations entre la danse du lion et les clubs d'arts martiaux.
Plusieurs films des années 1990, dont d'autres films sur Huang Feihong, et les suites de Il était une fois en Chine, ont des intrigues centrées sur la danse du lion, tout particulièrement Il était une fois en Chine 3 et Il était une fois en Chine 4. Jet Li lui-même a joué un danseur dans plusieurs de ses films, que ce soit pour celui du Nord dans deux suites du Temple de Shaolin, Shaolin Temple 2 et Shaolin Temple 3, ou pour le style du Sud dans Il était une fois en Chine 3 et Il était une fois en Chine 6.